# Pelargonium 'citrosum'
El Pelargonium 'citrosum' (sovint venut amb el nom binomial no vàlid Pelargonium citrosum) és un subarbust perenne amb fulles fragants que recorden la citronel·la.

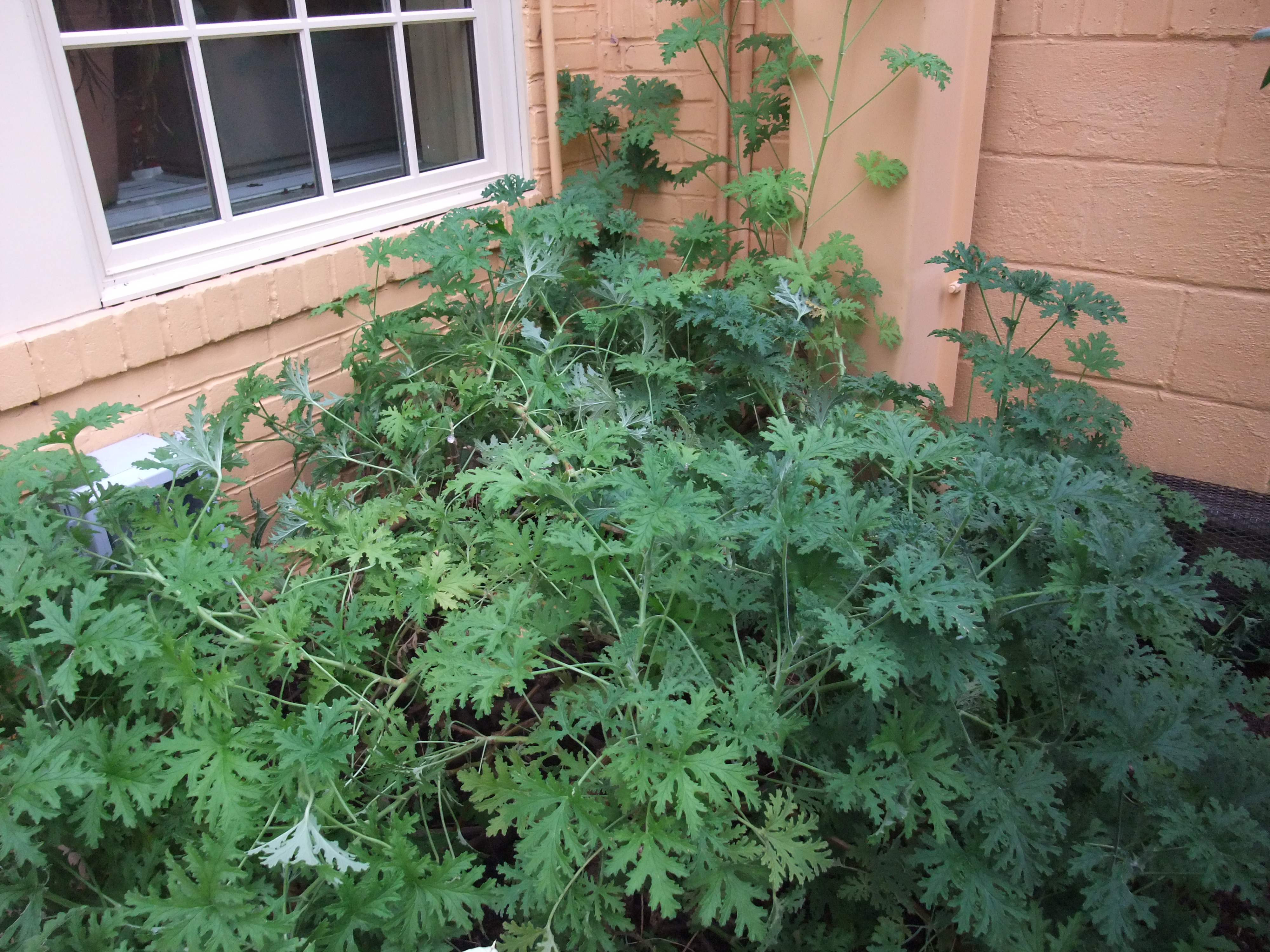
Pelargonium 'citrosum'

P. 'citrosum' es comercialitza com a planta de mosquit o gerani citrosa a les botigues dels Estats Units i el Canadà, tot i que una investigació de la Universitat de Guelph indica que la planta és ineficaç contra els mosquits Aedes aegypti. "No només la planta era ineficaç per protegir els humans contra les picades del mosquit Aedes, sinó que es van veure els mosquits aterrant i descansant sobre la planta de citrosa de manera regular."
Es diu que P. 'citrosum' pot ser un enllaç genètic del gerani africà amb gens de l'herba Cymbopogon, però també s'ha demostrat que aquesta afirmació és falsa. La planta sembla ser un cultivar de Pelargonium graveolens.
El gerani de citronel·la no s'ha de confondre amb altres que també s'anomenen "planta de mosquit", ni amb el grup de plantes també conegut com a herba de citronel·la, o amb la Citronella mucronata (citronel·la xilena).